# Гносис
Гносис, гноса (грч. γνώσις гносис — знање, сазнање, спознаја, увид) најчешће се употребљава да означи духовно знање просветљеног човека, које се описује као непосредно искуствено сазнање о натприродном или божанском. У проблемима теологије гносис се односи на спознају догми и "објављене истине“ и представља супротност пуком веровању у црквене ауторитете.
Од речи гноса је настао новији појам гностицизам која означава многе од блиско-источних школа, које су цветале у првим вековима хришћанства, и тврдиле су да поседују знање о натприродном. То је знање које, као интуитивно сазнање, долази из искуства пре него из разумског мишљења. За гностике, гноса је била првенствено ствар самоспознаје чији је циљ био просветљење, спознаја Бога путем свести божанске искре у себи.

## Етимологија
Гноса (γνώσις) је грчка реч, изворно коришћена у Платоновим филозофским списима. Термин је употребљаван у грчкој филозофији за искуствено знање (види гносеологија) као контраст теоријском знању које је сродно епистемологији. Термин је такође повезан са изучавањем враћања знања у свест или присећања (види когнитивност). Од речи гноса су настале и речи агностик и прогноза.